# Sztójay Döme
Sztójay Döme (született Dimitrije Sztojakovics) (Versec, 1883. január 5. – Budapest, Lipótváros, 1946. augusztus 22.) szerb származású magyar politikus, diplomata és katona. Rövid ideig a német megszállás után felállított magyar bábkormány miniszterelnöke és külügyminiszter. Miniszterelnöki tevékenysége miatt nevezik őt „a magyar Quisling”-nek.

## Élete
Szerb családból származik. Szülei idősebb Dimitrije Sztojakovics és Küstel Ludmilla voltak. Katonának tanult a pécsi hadapródiskolában, majd 1910-től a bécsi Hadiiskolában. Feleségül Landgráf Jozefát vette.  
Az első világháború utolsó két évében az osztrák–magyar katonai hírszerzés, a Nyilvántartó Iroda Balkán-csoportjának volt a vezetője. A magyarországi Tanácsköztársaság idején a Vörös Hadsereg Főparancsnoksága II. (hírszerző és kémelhárító) csoportját vezette.
Átállását követően a Nemzeti Hadsereg hírszerző és kémelhárító osztályán dolgozott mint vezérkari ezredes, majd tábornok. 1920-ban, a lengyel–bolsevik háború idején részt vett a Lengyelországnak küldött magyar hadisegély megszervezésében és lebonyolításában.
1925-től katonai attasé volt Berlinben és ekkor Sztojakovicsról a magyarosabb Sztójayra változtatta meg a nevét. 1933-ban a honvédelmi miniszter elnöki osztályának vezetője. 1935-ben léptették elő altábornaggyá. 1936–1944 között Magyarország berlini követeként teljesített szolgálatot. 
1944. március 22. és augusztus 29. között miniszterelnök és külügyminiszter volt. Öt hónapos miniszterelnöksége idején erélytelenül kiszolgálta a megszállókat. Ebben az időben újabb honvédegységeket vezényeltek a keleti frontra és megengedte, hogy az SS szabadon toborozhasson a magyarországi németek soraiból. Országszerte ellenzéki sajtóorgánumokat tiltottak be és politikai célú letartóztatások sora történt. A zsidókat a sárga csillag viselésére kötelezték, személyes tulajdonuktól megfosztották és gettókba kényszerítették. Mint kormányfőt, személyes felelősség terheli a vidéki zsidóság deportálásáért. 
Tevékenysége ahhoz vezetett, hogy Horthy Miklós kormányzó egyre erélyesebben próbált beavatkozni a kormányügyekbe. Július elején a koronatanács leállíttatta a deportálásokat, és augusztus 29-én a kormányzó felmentette hivatala alól. A későbbi politikai eseményekben nem vett részt, 1945 elején Németországba menekült és amerikai fogságba esett. 1945 októberében adták ki Magyarországnak és 1946-ban a népbíróság az úgynevezett Sztójay-per során mint háborús bűnöst – egykori kormánya tagjaival: Rátz Jenővel, Reményi-Schneller Lajossal és Szász Lajossal együtt – golyó általi halálra ítélte. 1946. augusztus 22-én kivégezték.